# De Witte-Lietaer
De Witte-Lietaer is een Belgisch bedrijf gespecialiseerd in de productie van huishoudlinnen. Het hoofdkantoor bevindt zich in Lauwe (Menen), met een productievestiging in Turkije.

## Geschiedenis
Zeno De Witte en Leonie Lietaer richten het bedrijf op 1898.
In 2004 wordt het gesplitst. De divisie De Witte Lietaer "Industries" is actief als toeleverancier van de auto-industrie, en wordt verkocht aan de Gamma Holding en daarna de Aunde-groep. De divisie De Witte Lietaer "Style in Textiles" is actief in huishoudlinnen.